# Palmasola (khu tự quản)
Palmasola là một khu tự quản thuộc bang Falcón, Venezuela. Thủ phủ của khu tự quản Palmasola đóng tại Palmasola. Khự tự quản Palmasola có diện tích 194 km2, dân số theo điều tra dân số ngày 21 tháng 10 năm 2001 là 6340 người.